# Mu Myit
Mu Myit (birm. မူးမြစ် /mú mjɪʔ/) – rzeka w północnej części środkowej Mjanmy, dopływ Irawadi, największej rzeki Mjanmy.
Zbiera wody z doliny Kabaw oraz z części Suchej Strefy położonej między Irawadi na wschodzie a jej największym dopływem – Czinduin – na zachodzie. Na odcinku ok. 250 km płynie z północy na południe, po czym wpada do Irawadi na zachód od Sikongu w pobliżu Myinmu.
Zlewnia rzeki powyżej tamy Kabo zajmuje 12 355 km². Wielkości przepływu oraz opadów podlegają wahaniom sezonowym i są bardzo zmienne: najniższe wartości osiągają w okresie od stycznia do kwietnia, gwałtownie rosną w maju i czerwcu by osiągnąć maksimum od sierpnia do października. Ponieważ Mu przepływa przez Suchą Strefę położoną w cieniu opadowym Gór Arakańskich, trafia do niej niewiele wody pochodzącej z letnich opadów monsunowych – całkowity przepływ strumienia wody osiąga 350 mm. Popularne, stare birmańskie powiedzenie głosi, że Ma myinbu, Mu myit htin (မမြင်ဖူး မူးမြစ်ထင်) – Jeśli nigdy przedtem nie widziałeś rzeki, możesz myśleć, że Mu jest rzeką. Przez niektórych nazywana jest Mu Chaung (pol. potok Mu) zamiast Mu Myit (pol. rzeka Mu).
Zalesiona górna część doliny Mu zamieszkana jest przez ludy Kadu i Kanan, podczas gdy jej żyzna dolna część stanowi część serca obszarów zamieszkanych przez birmańską większość

## Rola w historii
W 1503 r. Szanowie Mong Yang zaatakowali i zdobyli położone na północy garnizonowe miasto Myedu, które strzegło nawadnianej doliny Mu, będącej ważnym zapleczem żywnościowym dla birmańskiego królestwa Ava. Ataki takie powtarzały się, by w 1524 r. przerodzić się w przeprowadzoną na pełną skalę inwazję zakończoną ustanowieniem władzy Szanów nad doliną (1527–1555). Dolina Kabaw była celem wielu najazdów ze strony położonego na zachodzie królestwa Manipuru, z których większość miała miejsce za panowania króla Garibaniwaja (1709–1748). Jego armia przekroczyła rzeki Czinduin i Mu, zajęła Myedu i dotarła aż do Sikongu, połżononego po drugiej stronie rzeki, naprzeciw stolicy królestwa - Inwa (Mjanma). Role zmieniły się w 1758 r., gdy na birmański tron wstąpił król Alaungpaya (urodzony we wsi Moksobo w dolinie rzeki Mu) i najechał Manipur.

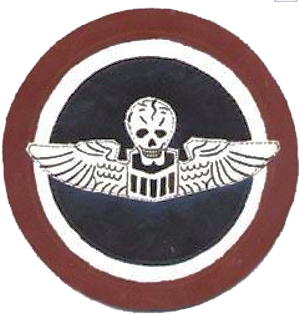
Emblemat 490. Eskadry Bombowej

Potomkowie portugalskich jeńców (Bayingyi), wziętych do niewoli przez króla Anaukpetluna po pokonaniu awanturnika Philipa de Brito i osiedlonych na tym terenie w XVII w., pozostają nadal wierni swojemu wyznaniu rzymsko-katolickiemu. I do dziś ich potomkowie są rozpoznawalni dzięki charakterystycznym cechom swego wyglądu.
Spinający obydwa brzegi Mu most kolejowy został zniszczony podczas II wojny światowej przez cofających się Japończyków. W kwietniu i lipcu 1943 r. należące do sił powietrznych USA samoloty bombowe B-25 atakowały bez powodzenia most między Ywataung a Monywa. Ich załogi odkryły przez przypadek metodę skutecznego niszczenia mostów w dzień Nowego Roku 1944 r. Lotnicy z 490. eskadry nabyli w tym takiej wprawy, że otrzymali przydomek „Burma Bridge Busters” (pol. Pogromcy Birmańskich Mostów).
Według doniesień naocznych świadków, po masakrze w Depayin w maju 2003 r., większość zabitych została spalona, a ich szczątki zostały wrzucone do rzeki Mu.

## Flora i fauna
W lasach wzdłuż brzegów rzeki dominują szerokolistne, gubiące sezonowo liście drzewa z rodzaju Dipterocarpus spp., w tym zwłaszcza D. tuberculatus, z domieszką drzew ingyin (Pentacme suavis i Shorea oblongifolia), taukkyan (Terminalia tomentosa), thitsi (Melanorrhoea usitata), bambusa i wysokiej trawy kaing (Saccharum spp.) porastającej brzegi niewielkich zbiorników wodnych.
Rezerwat Chatthin, którego wschodnią granicę wyznacza rzeka Mu, został w 1941 r. przeznaczony na ostoję mającego charakterystyczne rogi na czole jelenia Thamin (Cervus eldi thamin). W okresie od końca II wojny światowej do lat 80. XX w. obserwowano spadek liczebności populacji dużych ssaków w lasach nad brzegami Mu, w tym tygrysów, niedźwiedzi, lampartów, gaurów, bantengów, cyjonów, jeleni muntiacus i jelonków bengalskich.
Malajka (Asarcornis scutulata), zagrożony gatunek leśnej kaczki, jest ptakiem spotykanym typowo nad rzeką Mu.

## Rozwój gospodarczy
Gleba w dolinie Mu jest żyzna, a podejmowane przez rząd wysiłki na rzecz rozwoju regionu zawarte zostały w Projekcie Doliny Rzeki Mu. W kwietniu 2000 r. ukończono budowę kolejowo-drogowego mostu nad rzeką Mu, łączącego Monywa, Budalin, Dabayin, Ye-U i Kin-U. Z Kin-U trasa kolei łączy się linią Mandalay-Myitkyina, a z Monywa z linią Sikong-Monywa.
Zapora Kabo na rzece Mu została wybudowana w latach 1901–1907 przez brytyjską administrację kolonialną. W maju 2002 r., z pomocą Chin, ukończono największą w regionie zaporę wraz ze zbiornikiem wodnym zlokalizowaną w Thaphanseik, która służy nawadnianiu i produkcji energii elektrycznej (30 MW). Projekt, którego wartość była szacowana na 20 mln USD, został skredytowany przez China Exim Bank.